# Oriolus
Genre
Le genre Oriolus regroupe 29 espèces de loriots, des passereaux chanteurs arboricoles, de taille moyenne et souvent de couleurs vives.
Leur nom latin a la même étymologie que le terme oriole donné plus fréquemment aux oiseaux du genre Icterus.

## Description
Ils ont la taille d'un étourneau ou d'un merle, mais leur corps est plus mince. Le bec est étroit et court. Les ailes sont longues et pointues. Les pattes sont assez courtes, mais puissantes.
Le plumage des mâles est orné, dans la majorité des cas, de brillantes couleurs jaunes, jaune, rouge ou marron pourprés, mêlée de noir ou plus rarement de gris. En général les femelles sont plus sombres, gris olivâtre et souvent rayées sous le ventre. Les jeunes ressemblent aux femelles.

## Répartition
Leur aire de répartition s'étend de l'Europe à l'Afrique, à l'Inde et la Chine, jusqu'en Indonésie, la Nouvelle-Guinée et l'Australie.

## Liste des espèces
D'après la classification de référence (version 5.2, 2015) du Congrès ornithologique international (ordre phylogénique) :
- Oriolus szalayi – Loriot papou
- Oriolus phaeochromus – Loriot d'Halmahera
- Oriolus forsteni – Loriot de Céram
- Oriolus bouroensis – Loriot de Buru
- Oriolus decipiens – (?)
- Oriolus melanotis – Loriot de Timor
- Oriolus sagittatus – Loriot sagittal
- Oriolus flavocinctus – Loriot verdâtre
- Oriolus xanthonotus – Loriot à gorge noire
- Oriolus steerii – Loriot des Philippines
- Oriolus albiloris – Loriot à face blanche
- Oriolus isabellae – Loriot d'Isabela
- Oriolus oriolus – Loriot d'Europe
- Oriolus kundoo – Loriot indien
- Oriolus auratus – Loriot doré
- Oriolus tenuirostris – Loriot à bec effilé
- Oriolus chinensis – Loriot de Chine
- Oriolus chlorocephalus – Loriot à tête verte
- Oriolus crassirostris – Loriot de Sao Tomé
- Oriolus brachyrynchus – Loriot à tête noire
- Oriolus monacha – Loriot moine
- Oriolus percivali – Loriot de Percival
- Oriolus larvatus – Loriot masqué
- Oriolus nigripennis – Loriot à ailes noires
- Oriolus xanthornus – Loriot à capuchon noir
- Oriolus hosii – Loriot noir
- Oriolus cruentus – Loriot ensanglanté
- Oriolus traillii – Loriot pourpré
- Oriolus mellianus – Loriot argenté

## Remarque
Les vrais loriots ne vivent que dans l'ancien Monde, mais leur nom a souvent été donné à certaines espèces comme les orioles ou loriots américains du genre Icterus, dont le plumage jaune et noir est identique.